# Trois chants hébraïques de Louis Aubert
Les Trois chants hébraïques sont un ensemble de mélodies composé par Louis Aubert en 1925 à l'intention de Madeleine Grey. Ces mélodies sont généralement comparées aux Deux mélodies hébraïques de Maurice Ravel.

## Composition
Louis Aubert compose ses Trois chants hébraïques en 1925 pour la mezzo-soprano Madeleine Grey, qui en assure la création. L'œuvre est publiée par les éditions Durand la même année.

## Présentation
1. « Kol nid' réy » — Largo en sol dièse mineur, à 
 ;
2. « Berceuse » (chantée en yiddish) — Lent en mi bémol mineur, à 
 ;
3. « Der Rebele, der Gabele » [Le rabbin, le chantre, etc.] — Vif en mi mineur, à 
.

## Postérité
En 1994, le Guide de la mélodie et du lied mentionne seulement les Trois chants hébraïques parmi les « mélodies organisées en recueils » de Louis Aubert.

## Analyse
Vladimir Jankélévitch compare ces Trois chants hébraïques aux Deux mélodies hébraïques de Maurice Ravel, en ajoutant que « l'émouvante Berceuse et Der Rebele (en yiddish) paraissent influencés par Ravel » : selon lui, « cette parenté s'impose d'elle-même. On pensera aussi aux admirables Poèmes juifs de Darius Milhaud, mais c'est surtout l'esprit de Moussorgski que l'on retrouve dans la poignante Berceuse ». Autre rapprochement suggestif dans « cette troisième chanson où un rabbin dansant évoque je ne sais quelle image de Chagall ».

## Discographie
- Louis Aubert, Mélodies, par Françoise Masset (soprano), Christophe Crapez (ténor) et Claude Lavoix (piano), 2003, Maguelone MAG 111.134 (premier enregistrement mondial)

### Ouvrages généraux
- Marie-Claire Beltrando-Patier, Brigitte François-Sappey et Gilles Cantagrel (dirs.), Guide de la mélodie et du lied, Paris, Fayard, coll. « Les Indispensables de la musique », 1994, 916 p. (ISBN 2-213-59210-1, OCLC 417117290, BNF 35723610), « Louis Aubert », p. 11–12.

### Monographies
- Vladimir Jankélévitch, Ravel, Paris, Seuil, coll. « Solfèges » (no 3), 1956, rééd. 1995, 220 p. (ISBN 978-2-02-023490-0 et 2-02-023490-4).

### Articles
- Vladimir Jankélévitch, Premières et Dernières Pages : Louis Aubert, Paris, Seuil, 1994 (1re éd. 1974), 318 p. (ISBN 2-02-019943-2 et 978-2-02-019943-8), p. 290-298.